# Stiftung Grone-Schule
Die Stiftung Grone-Schule gehört mit bundesweit über 200 Bildungszentren sowie zahlreich staatlich anerkannten Berufsfachschulen zu den ältesten und größten privaten Bildungs- und Personaldienstleistungsunternehmen in Deutschland. Über 3.500 Mitarbeiter und Honorardozenten qualifizieren täglich über 15.000 Teilnehmer in zahlreichen Berufsfeldern und Branchen. Zu den  Kernkompetenzen gehört die Beratung, Bildung und Vermittlung. Grone bietet arbeitsmarktnahe Aus- und Weiterbildung an.

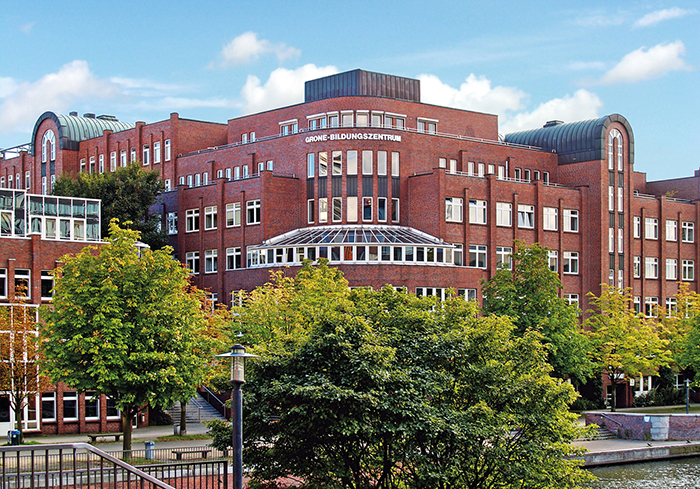
Hauptgebäude der Grone-Schulen in Hamburg-Hammerbrook (City Süd)

Grone ist dezentral aufgestellt und arbeitet mit über 15.000 Unternehmen im Rahmen breiter regionaler Netzwerke zusammen.

## Geschichte der Grone-Schulen

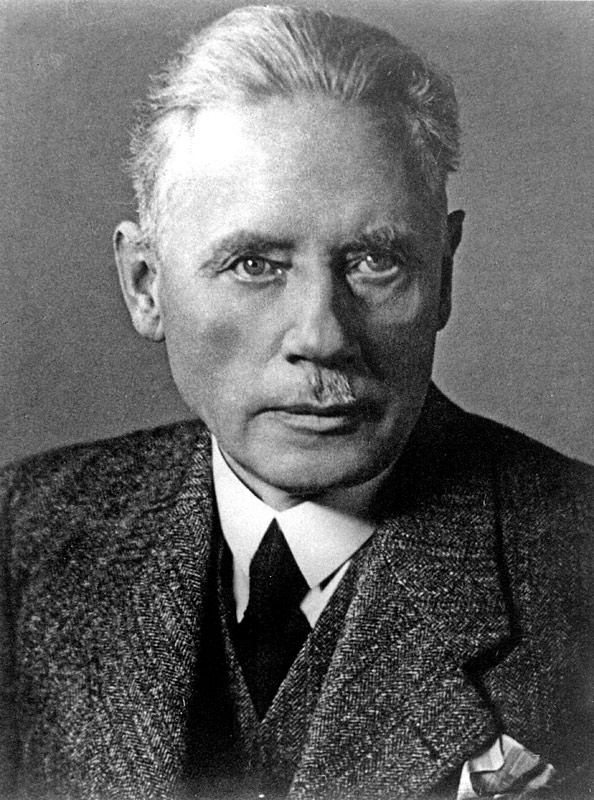
Heinrich Grone, Gründer der Grone-Schulen

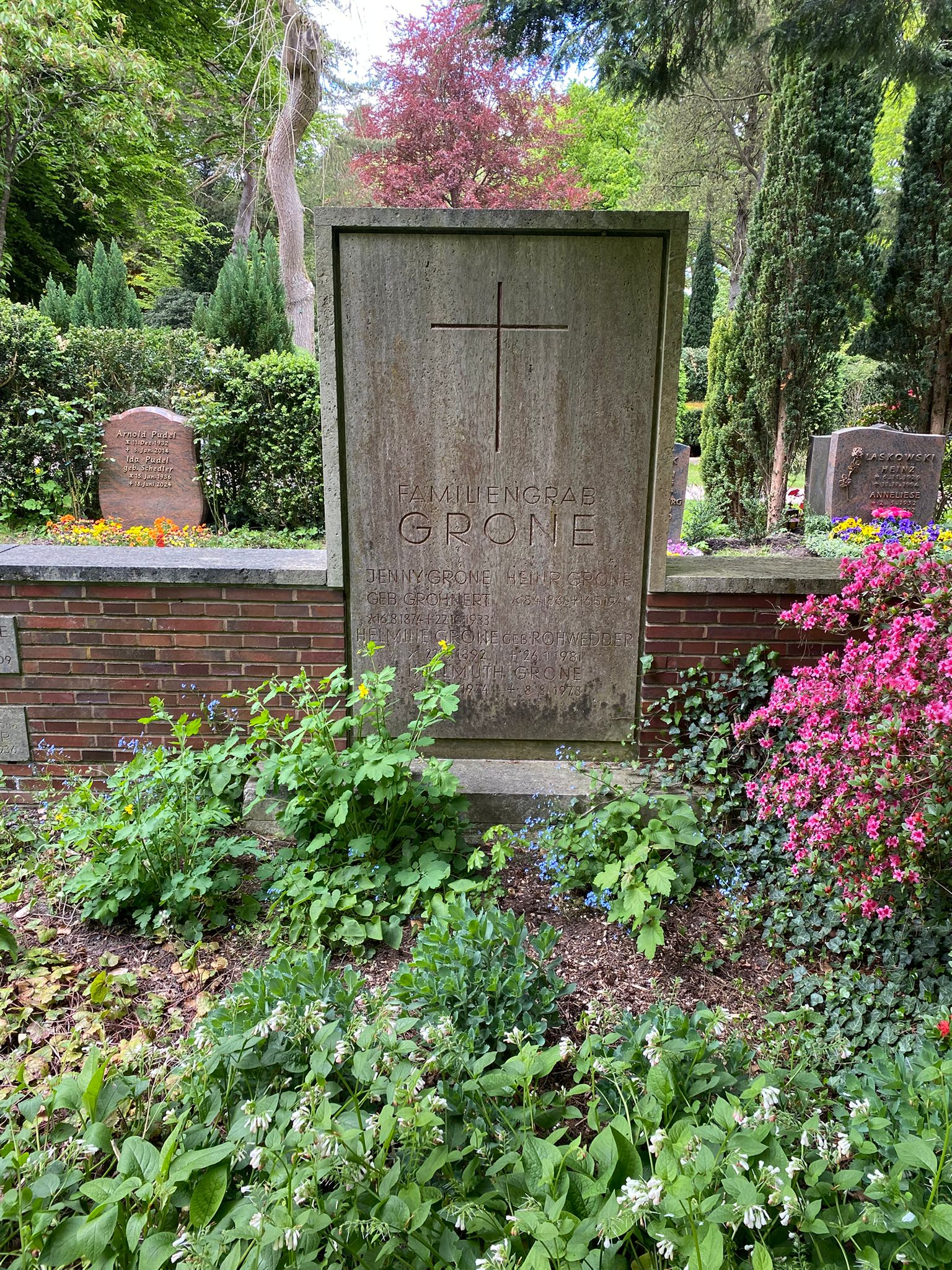
Grabstätte Heinrich Grone auf dem Friedhof Ahrensburg

Grone wurde 1895 als private Handels- und Sprachenschule von dem Handelslehrer Heinrich Grone (1868–1941) in Hamburg gegründet. Nach dem Willen des Gründers hat Grone seit 1964 die Rechtsform einer privaten gemeinnützigen Stiftung bürgerlichen Rechts. Stiftungszweck ist die berufliche Aus- und Weiterbildung sozial benachteiligter Menschen und deren Vermittlung in den Arbeitsmarkt.

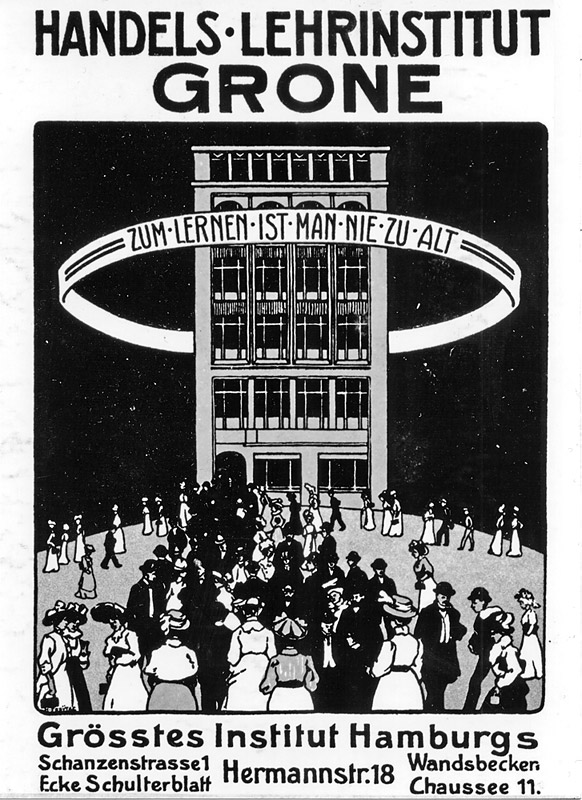
Historisches Plakat der Grone-Schule

Im Verlauf der Jahre haben sich die Arbeitsbedingungen für Grone immer wieder umfassend verändert. Aus dem Hamburger Lehrinstitut von 1895 wurde in dieser Zeit ein modernes Bildungsunternehmen und ein bundesweit agierender Personaldienstleister für Unternehmen und öffentliche Einrichtungen.

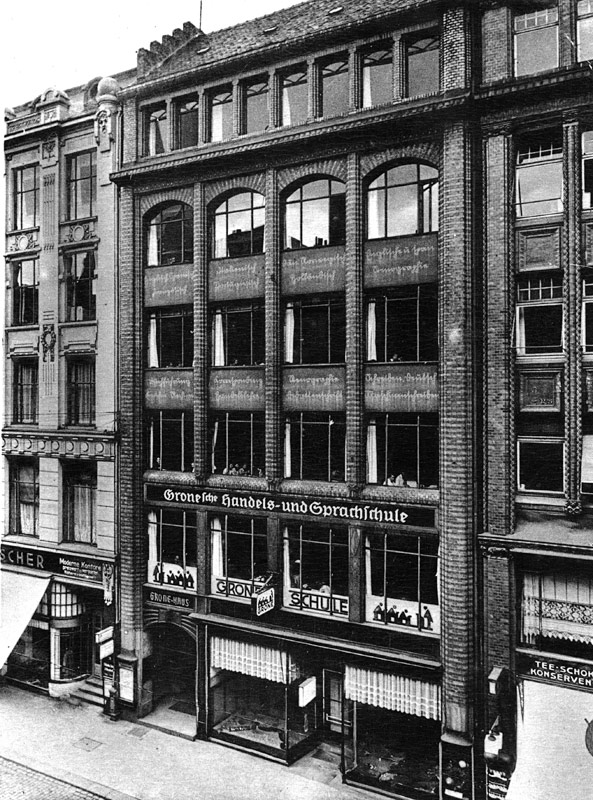
Gebäude der Groneschen Handels- und Sprachschule in der Hermannstraße, Hamburg

### 1895–1920
In den Kontoren der expandierenden Handelsstadt Hamburg waren junge Menschen mit soliden Buchhaltungskenntnissen gefragt. Heinrich Grone gründete 1895 das „Schreib- und Handels-Lehrinstitut Grone“, in dem unter anderem Stenografie, Rechnen, Deutsch und Buchhaltung, aber auch Schön- und Schnellschreiben unterrichtet wurden. Damit schloss er mit seiner Schule eine Lücke in der Aus- und Weiterbildung des kaufmännischen Nachwuchses. Bereits 1905 erforderten steigende Schülerzahlen den Bau eines eigenen Schulhauses. Der Unterricht für die jährlich 3.500 Teilnehmer wurde im Klassenverband erteilt. Die ersten Schreibmaschinen wurden angeschafft und das 10-Finger-System eingeführt. Ab 1910 ergänzten Fremdsprachen das Angebot.

### 1920–1945
Die Hamburger Oberschulbehörde formulierte Qualitätsstandards für Bildungsträger. Heinrich Grone setzte sich im Verband der deutschen Privathandelsschulen für „reelle Angebote“ ein, um die Standards in der Privatschullandschaft zukünftig gestalten zu können. Während viele Privatschulen von 1928 bis 1930 auf Grund der Wirtschaftskrise ihre Tore schlossen, erweiterte Heinrich Grone sein Angebot durch die Eröffnung einer „Privaten Handelsschule für Jugendliche“. Auch nach der Machtergreifung der Nationalsozialisten 1933 und während des Krieges wurde der Unterricht aufrechterhalten. Als Heinrich Grone mit 73 Jahren im Mai 1941 starb, übernahm seine Frau Helmine Grone die Schulleitung und die testamentarische Verpflichtung, die Schule bei Beendigung ihrer beruflichen Tätigkeit in eine Stiftung zu überführen.
Bis zum Kriegsende 1945 besuchten jährlich ca. 4.000 Schüler die Grone Institute in Hamburg. Als das Schulgebäude kurz vor dem Ende des Zweiten Weltkrieges fast völlig zerstört wurde, setzte Helmine Grone den Schulbetrieb eingeschränkt in der Zweigschule Schanzenstraße fort.

### 1945–1970
Nach dem Kriegsende ging der Schulbetrieb weiter. Unmittelbar nach der Währungsreform ließ Helmine Grone das Stammhaus in der Hermannstraße wieder aufbauen. 1950 erhielt Grone die staatliche Anerkennung als einjährige allgemeine und höhere Handelsschule.
Helmine Grone überführte die Gronesche Handels- und Sprachschule 1964 in eine gemeinnützige Stiftung bürgerlichen Rechts. Der bisherige „Familienbetrieb“ stand nun unter staatlicher Stiftungsaufsicht und wurde in seiner strategischen Ausrichtung von einem Kuratorium begleitet.
Fortbildungen im Bürobereich umfassten Anfang der sechziger Jahre auch die Arbeit an „neuzeitlichen Büromaschinen“.
Das Arbeitsförderungsgesetz garantierte ab 1969 Arbeitslosen einen Rechtsanspruch auf berufliche Bildungsmaßnahmen. Grone konzipierte entsprechende Umschulungen und Fortbildungen und arbeitete erstmals auch im öffentlichen Auftrag.
Helmine Grone bestellte ihren Neffen Hellmuth Grone zum Stiftungsvorstand.

### 1970–1985
Von 1974 an bot Grone verstärkt Kurse für berufliche Rehabilitation an. Auch die Fortbildung von Jugendlichen wurde in der „Groneschen Handels- und Sprachenschule“ wieder aufgenommen. Im Fachauswahlunterricht erfolgte erstmals die individuelle Schulung von Teilnehmenden. Grone expandierte über die Grenzen Hamburgs hinaus mit gemeinnützigen Tochtergesellschaften in Schleswig-Holstein und Berlin. Im Auftrag des Hamburger Senats erfolgte von 1985 an die Erstausbildung für Jugendliche.
Hellmuth Grone starb im August 1978. Nach seinem Tod wurde die Satzung der Stiftung geändert. Bisher war der jeweilige Geschäftsführer (Vorstand) gleichzeitig als geschäftsführender Kurator auch Vorsitzender des Kuratoriums und damit auch sein eigener Aufseher. Diese Personalunion wurde nun getrennt, sodass Vorstand und Aufsichtsgremium (Kuratorium) nicht mehr miteinander verwoben waren. Vorsitzender des Kuratoriums wurde Dietrich Oldenburg. Hellmuth Grones Ehefrau Ursula wurde zum Vorstand der Stiftung bestellt. Helmine Grone starb im Januar 1981.

### 1985–1995
1987 wurde das neue Stammhaus der Stiftung in der City Süd eingeweiht. Das bestehende kaufmännische Bildungsangebot wurde durch die Bereiche Gesundheit, Sozialberufe Gastronomie, Ernährung, Werbung, Grafik und Druck erweitert.
Im Zuge der deutschen Wiedervereinigung entstanden Bildungszentren in den neuen Bundesländern. In enger Zusammenarbeit von Ost und West wurden Konzepte für die besonderen Arbeitsmarktsituationen vor Ort entwickelt. Sie reichten von gewerblich-technischen Qualifizierungen in Thüringen bis hin zu gastronomischen Ausbildungen für den Tourismus auf der Insel Rügen.
1993 schied Ursula Grone aus dem Stiftungsvorstand aus und wurde als Ehrenvorstand Mitglied des Kuratoriums. Ihr Nachfolger wurde der seit 1988 amtierende Stiftungsdirektor und Staatsrat a. D. Peter Rabels.

### 1995–2004
Ab 1995 engagierte man sich nun verstärkt auch in der Betreuung und Vermittlung von Arbeit Suchenden. Dies geschah anfangs über gemeinnützige Arbeitnehmerüberlassungen, die vielfach zur dauerhaften Vermittlungen führten. Ab 1997 entstanden bundesweit Grone-Bildungszentren zur Beratung, Betreuung, Überlassung und Vermittlung von Arbeitslosen. 2004 kam die private Arbeitsvermittlung hinzu, die Zeitarbeit und Outplacementmaßnahmen mit Transfergesellschaften unter der Marke „Grone Human Resources“ zusammenfasste.
Im Rahmen der EU-Erweiterung betrieb Grone vorübergehend Beteiligungsgesellschaften mit ortsansässigen Partnern in Polen und führte mehrere EU-Phare-Projekte durch. Seit 2001 engagierte sich Grone darüber hinaus in dem Projekt „Arbeit für Kosovo“ und betreute auch Trainingszentren in Montenegro.
Der Unternehmensverbund wuchs weiter durch die Gründung von neuen Tochtergesellschaften sowie die Übernahme von Gesellschaften. Mit dem Verein der Hamburger Spediteure gründete Grone die Akademie Hamburger Verkehrswirtschaft.
2004 schied Peter Rabels aus dem Vorstand aus und wechselte als Ehrenvorstand in das Kuratorium. Als sein Nachfolger wurde Staatsrat a. D. Wolfgang Prill zum Stiftungsvorstand bestellt.

### 2005–2010
Die Neuorganisation der Instrumente der Arbeitsmarktpolitik änderte den Weiterbildungsmarkt erheblich. Neben den Agenturen für Arbeit wurden die ARGEn (heute: Jobcenter) zu neuen Auftraggebern der Grone-Gesellschaften. Langfristige Maßnahmen wie Umschulungen und Fortbildungen wurden durch kurzfristige Qualifizierungen und Trainingsmaßnahmen ersetzt und durch Schuldnerberatung, Vermittlungsaktivitäten und Beschäftigungsangebote zur Integration in den Arbeitsmarkt von Hartz IV-Empfängern ergänzt. Mit dem Aufbau der „Grone Stellenbörse“ entstand eine Online-Arbeitsvermittlung, in der mehr als eine Million Stellenanzeigen gebündelt und täglich aktualisiert wurden.
Qualifiziert und beschäftigt wurden jetzt auch „Ein-Euro-Jobber“ u. a. in Arbeitsgelegenheiten wie „Cantina“ – Schulspeisung und Mittagstisch plus Hausaufgabenbetreuung. Grone Netzwerk in Hamburg führte Tanzprojekte – „Making a Move“ – unter Leitung des international bekannten Choreographen Royston Maldoom durch und eröffnete im Frühjahr 2010 das Grone Sozialkaufhaus „WARENGUT“.
Im gewerblich-technischen Bereich wurden neue Werkstätten geschaffen. In Magdeburg entstand ein Institut für Meisterausbildung und weitere Standorte nahmen die Altenpflege- und Erzieherausbildung sowie die Weiterbildung von Erziehern ins Angebot auf. In mehreren Bundesländern übernahm Grone die Qualifizierung und Vermittlung von Strafgefangenen, baute die „Unterstützte Beschäftigung im Reha-Bereich“ auf und führte bundesweit Modellprojekte für Frauen, Jugendliche und Ältere im Auftrag der Bundesregierung durch.
Im Juli 2009 starb der langjährige Ehrenvorstand Ursula Grone.

### 2010–2014
Im März 2012 übergab Wolfgang Prill nach acht Jahren die Leitung der Grone-Schule an Achim Albrecht. Der Kaufmann war zuvor Geschäftsführer des Berufsfortbildungswerkes des DGB (bfw) und dessen Tochtergesellschaften. Er hatte bereits Anfang Januar 2012 seine Arbeit als neuer Vorstand aufgenommen. Wolfgang Prill verließ Ende April das Unternehmen, blieb aber als Vorsitzender des Kuratoriums, das die Aufsicht über die Stiftung innehat, dem Unternehmen verbunden.

### 2015–2020
Als Partner für die Bundesagentur für Arbeit, die Jobcenter und Behörden führten die Grone Bildungszentren zahlreiche Sprachmaßnahmen sowie weitere Qualifizierungs- und Vermittlungsmaßnahmen durch, um geflüchteten Menschen in Ausbildung und Arbeit zu bringen.
Die Stiftung Grone-Schule übernahm zu dieser Zeit unter anderem die INPA (Innovative-Privatakademie gGmbH in Berlin), den SGB II und III Bereich des ibs e.V. (Institut für Berufs- und Sozialpädagogik in Bremen) sowie die insolvente Fachwerk gGmbH, die überregional Bildungsstätten betrieb. Die Grone-Schulen sind mittlerweile an über 200 Standorten – und damit fast flächendeckend – in Deutschland vertreten und beschäftigen knapp 2.500 feste Mitarbeiter. 2018 wurde Mark Halledt zum neuen Finanzvorstand ernannt. Der bisherige Alleinvorstand Achim Albrecht wurde zum Vorstandsvorsitzenden berufen.
Seit November 2019 befindet sich auch der Vorstand und die Grone Service- und Verwaltungsgesellschaft, welche zuvor in der Gotenstraße ansässig waren, am Stammsitz im Heinrich-Grone-Stieg 1 in Hamburg.